# Aeropuerto Internacional de Great Falls
El Aeropuerto Internacional de Great Falls (en inglés, Great Falls International Airport) (IATA: GTF, OACI: KGTF, FAA LID: GTF), es un aeropuerto de uso civil y militar, situado a 5 kilómetros al sureste de Great Falls, en Montana, Estados Unidos de América. Este aeropuerto da servicio al Condado de Cascade así como a otras regiones colindantes en el centro del estado de Montana.

## Aerolíneas y destinos

### Pasajeros
| Aerolíneas       | Destinos                                                                  |
| ---------------- | ------------------------------------------------------------------------- |
| Alaska Airlines  | Seattle/Tacoma                                                            |
| Allegiant Air    | Las Vegas, Phoenix/Mesa                                                   |
| Delta Connection | Mineápolis/St. Paul (finaliza el 7 de septiembre de 2025), Salt Lake City |
| United Express   | Denver Estacional: Chicago–O'Hare                                         |

### Carga
| Aerolíneas                             | Destinos                                  |
| -------------------------------------- | ----------------------------------------- |
| FedEx Express                          | Billings, Memphis, Reno                   |
| FedEx Feeder operado por Corporate Air | Bozeman, Fargo                            |
| FedEx Feeder operado por Empire Air    | Bozeman, Glacier Park/Kalispell, Missoula |